# Bartolomeo Bimbi

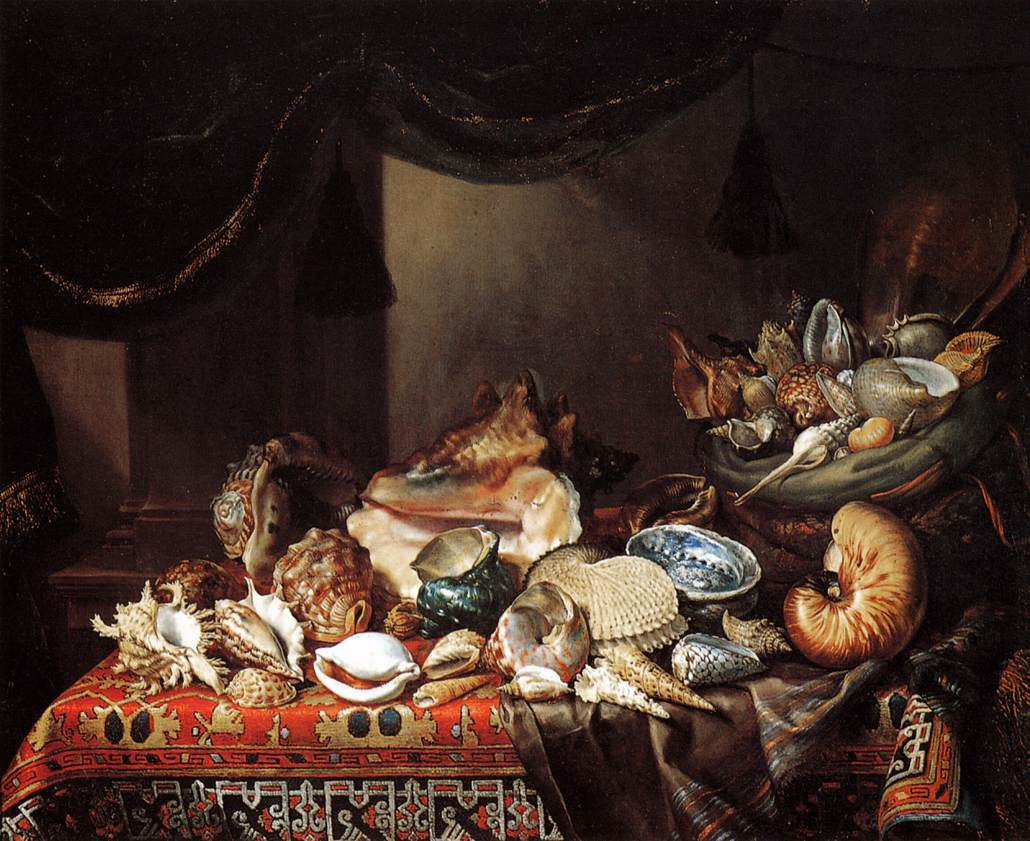
Muszle

Bartolomeo Bimbi (ur. 1648 we Florencji, zm. 1730 tamże) – włoski malarz okresu baroku.
Był uczniem Lorenza Lippi, a w Rzymie Maria de’Fiori. Pracował dla Kosmy III i księcia Ferdynanda Medyceuszów. 
Malował kwiaty, zwierzęta, owoce – z naukową precyzją, korzystając w tym celu z rad naukowców.

## Wybrane dzieła
- Cytrusy – Florencja, Poggio a Caiano, Villa Medicea,
- Dynia – Florencja, Museo Botanico,
- Kiść daktyli (1720) – Florencja, Galleria Palatina,
- Muszle – Siena, Palazzo della Provincia,
- Słonecznik – Florencja, Galleria Palatina,
- Turecka broń (ok. 1680) – Florencja, Uffizi,
- Winogrona (1700) – Poggio a Caiano, Villa Medicea.